# Ayuntamiento de San José
El Ayuntamiento de San José  (en inglés, San Jose City Hall) es la sede del gobierno municipal de la ciudad de San José, en el estado de California (Estados Unidos). Está ubicado en el downtown y fue diseñado por el premio pritzker Richard Meier en estilo posmoderno. Consiste en una torre de 18 pisos, una icónica rotonda de vidrio y un ala de la cámara del ayuntamiento, dispuesta dentro de una plaza pública de dos cuadras de largo conocida como San José Civic Plaza. La torre tiene 87 m de altura, lo que lo convierte en el segundo edificio más alto de San José.
San José ha tenido seis edificios de gobierno en su historia. Los funcionarios de la ciudad se reunieron en el centro de San José desde antes de la incorporación de la ciudad en 1850 hasta la década de 1950, cuando se construyó un moderno Ayuntamiento en el Civic Center al norte. La construcción del edificio actual coronó un período de rápido crecimiento urbano durante la burbuja puntocom. Su apertura en 2005 marcó el regreso del gobierno municipal al centro de la ciudad después de medio siglo en un entorno de parque de oficinas.

## Arquitectura

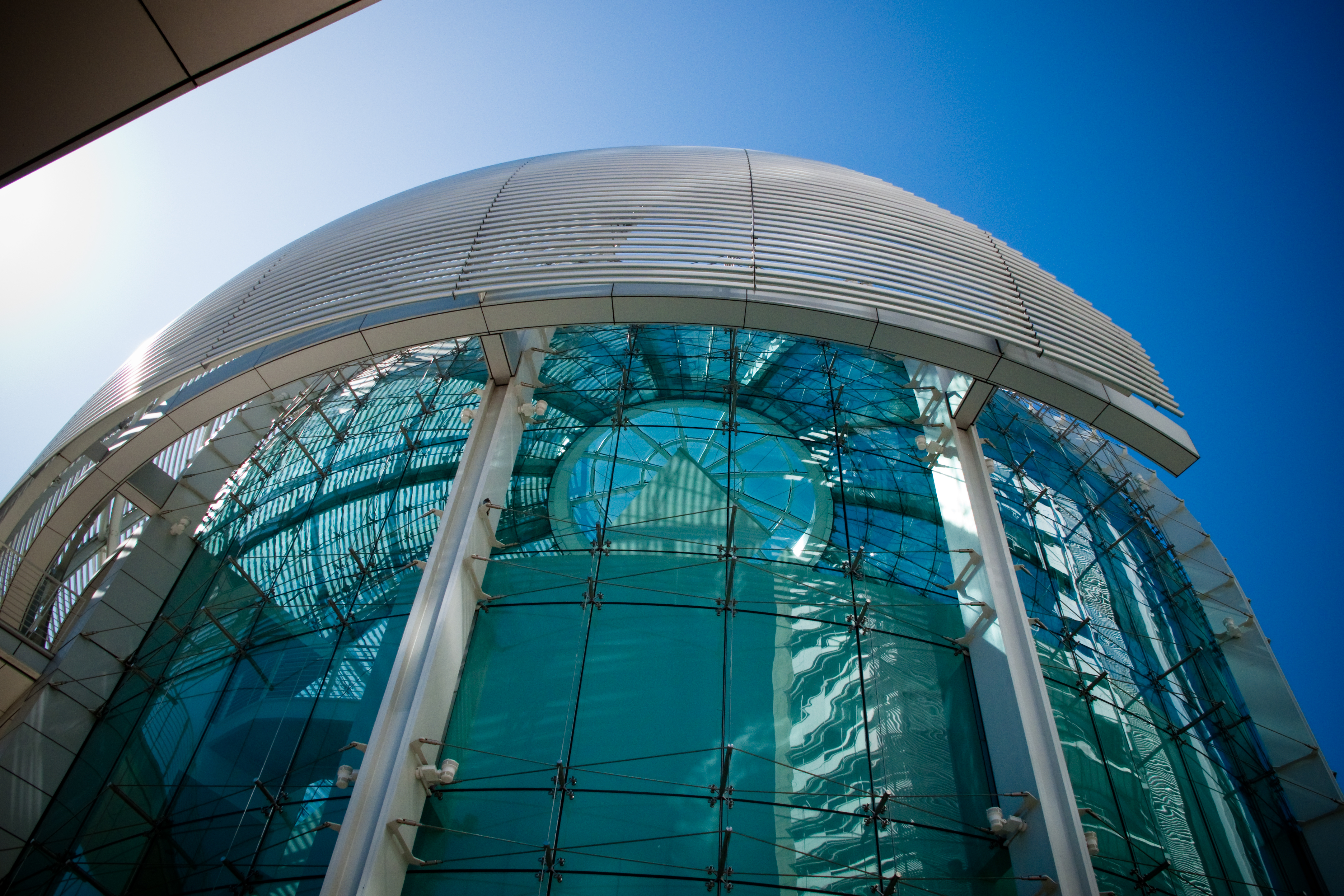
Primer plano de la rotonda.

El Ayuntamiento fue diseñado por Richard Meier, quien también diseñó el Getty Center en Los Ángeles, el Museo de Arte Contemporáneo de Barcelona o el Ayuntamiento de La Haya. Steinberg Architects, con sede en San José, fue el arquitecto asociado. El diseño posmoderno de Meier está más influenciado por el de Le Corbusier y contrasta con los ayuntamientos estilo Beaux-Arts de San Francisco y Oakland.
El Ayuntamiento consta de tres alas que suman un total de 49 000 m² dentro de 129 ha Complejo Civic Plaza:
- Una torre de secretaría de 18 pisos alberga varias oficinas de la ciudad.[3] Con 87 m, fue el edificio más alto de San José hasta que la Torre 88 lo superó por 0,3 m en 2008. La torre tiene una huella delgada de 21 x 78 m. La oficina del alcalde está en el último piso.
- La rotonda independiente se eleva 34 m sobre el centro de la plaza,[4] parecida a un planetario.[1] Su diámetro es de 30 m, un poco más que el de la rotonda del Capitolio de los Estados Unidos. Todo el exterior es un muro cortina de vidrio, sostenido por cables tensores y vigas de acero estructural.[5] El alcalde Ron Gonzales y otros funcionarios de la ciudad insistieron en una rotonda para evocar los edificios cívicos clásicos. Originalmente se concibió como una entrada pública para simbolizar el gobierno abierto. Sin embargo, para 2015, los 875,8 m² de espacio se había convertido en una entrada ceremonial, generalmente cerrada al público, pero alquilada para eventos privados y de la ciudad unas 150 veces al año.
- El ala oeste de tres pisos o ala municipal contiene la cámara del Concejo Municipal de San José, salas de reuniones públicas y una oficina de la Oficina de Patentes y Marcas Registradas. Los 650 m² de la cámara del consejo pueden albergar a 330 personas. A diferencia de la cámara del consejo del ayuntamiento anterior, que presentaba un estrado elevado, la actual tiene la forma de una sala de conferencias, con asientos para la audiencia que se elevan por encima del estrado. Una gran escalera conduce a las cámaras y una pasarela elevada conecta el ala oeste con la rotonda y la torre. Como la rotonda, la gran escalera ya no es una entrada pública; en cambio, el público entra por debajo de la escalera y un ascensor da acceso a las cámaras del consejo.[6]

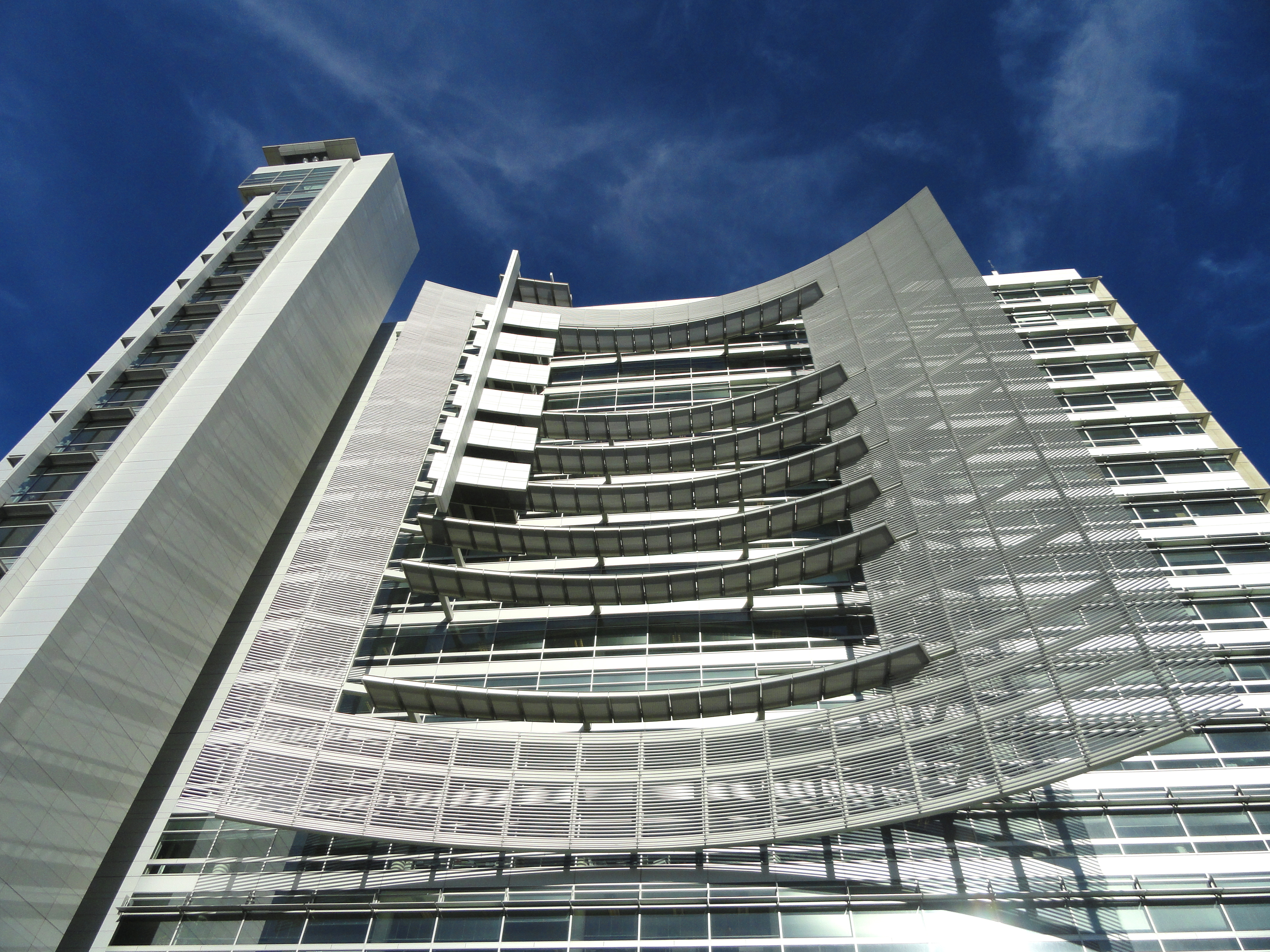
El brise soleil en la fachada occidental de la torre

Es el edificio municipal con certificación LEED más grande de San José. La torre emplea técnicas de iluminación natural, que incluyen techos altos, un plano de planta delgado y huecos de ascensor laterales, para aprovechar un promedio de 300 días de sol al año y reducir los costos de iluminación artificial. Un brise soleil en el lado oeste de la torre proporciona sombra durante el verano, lo que reduce los costos de enfriamiento.
La torre alta y delgada del Ayuntamiento está diseñada para resistir sacudidas significativas de fallas cercanas, que incluyen las fallas Silver Creek, Calaveras, Hayward y San Andreas. El edificio está estabilizado por muros de corte de hormigón de altura completa en los lados norte y sur, que se asemejan a sujetalibros. Están conectados a un marco de acero resistente a momento en los lados este y oeste.

## Historia
El ayuntamiento actual es el sexto edificio de la sede del gobierno de San José, lo que refleja su ascenso de una pequeña localidad agrícola a una de las mayores ciudades del país.

### Primeras sedes de gobierno

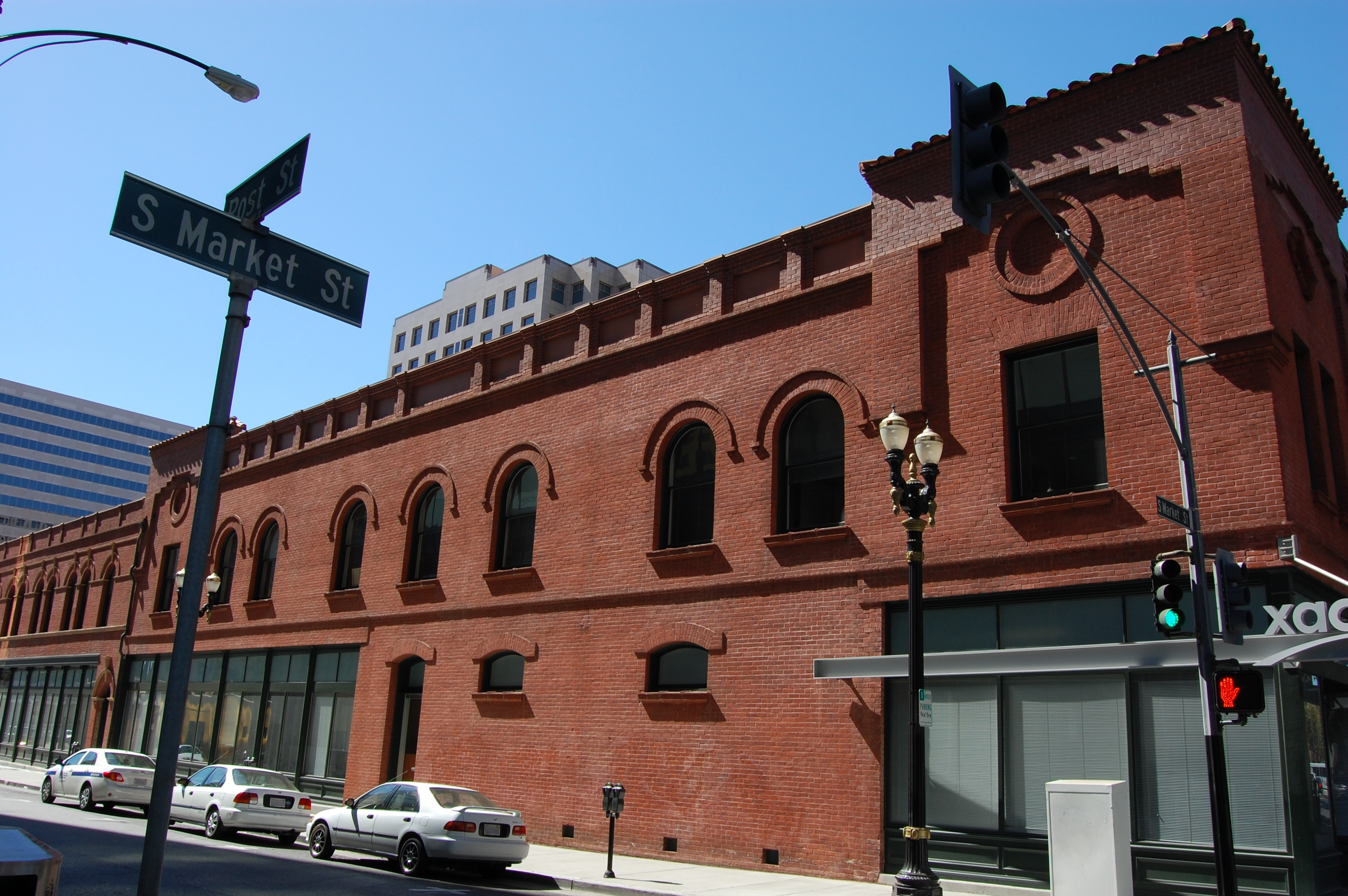
El edificio Alcantara que se construyó en el sitio del juzgado

El predecesor de la Ciudad de San José, el Pueblo de San José de Guadalupe, tenía su sede en un juzgado, una estructura de adobe de un solo piso construida en 1785 cerca del Río de Guadalupe. Similar a los tribunales rurales estadounidense, sirvió como el edificio administrativo principal, con una asamblea, un tribunal y una cárcel, y oficinas para el comisionado y alcalde. En la actualidad, en el sitio original del pueblo hay un marcador de Hito Histórico de California. Este es parte del Sendero Histórico Nacional Juan Bautista de Anza, en el complejo del Centro Cívico al norte del centro de la ciudad.
Hacia 1797, los colonos de San José se trasladaron al sur a un terreno más alto para evitar las inundaciones del río. Un nuevo juzgado se construyó al año siguiente en medio de la actual intersección de las calles South Market y Post. San José se había convertido en este momento en el centro político de Alta California. El 14 de julio de 1846, durante la guerra entre México y Estados Unidos, los hombres de Thomas Fallon se tomaron el juzgado e izaron la bandera estadounidense por primera vez en San José. El evento lo conmemora con una estatua en Pellier Park. A principios de 1947, se organizó la primera escuela estadounidense del pueblo en el juzgado, que aún albergaba la cárcel.

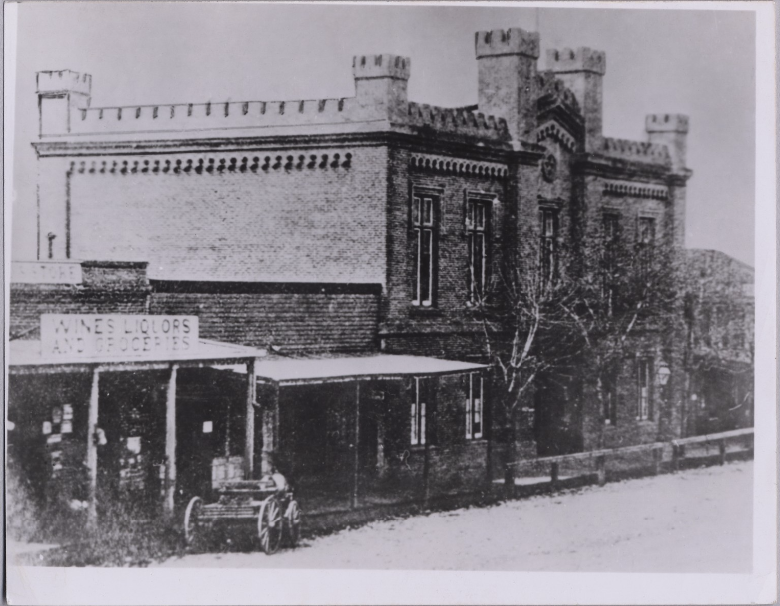
Ayuntamiento de San José en 1854

San José se incorporó como una de las primeras ciudades de California el 27 de marzo de 1850. El alcalde Josiah Belden convocó al ayuntamiento por primera vez el 13 de abril en el juzgado , a poca distancia de la plaza mayor donde sesionó la primera Legislatura de California. El juzgado fue vendido y derribado ese mes de julio. Durante los años siguientes, el gobierno de la ciudad operó con edificios alquilados, incluido el antiguo capitolio estatal en la plaza. Algo del juzgado Es posible que las paredes de adobe se hayan incorporado al edificio Alcantara que ahora se encuentra en el sitio. Además, algunos de los ladrillos se utilizaron en la construcción de la primera oficina de correos de San José, ahora parte del Museo de Arte de San José.
El 14 de agosto de 1854, un comité de la ciudad pidió propuestas para construir un ayuntamiento permanente. El 16 de octubre, los votantes aprobaron un presupuesto de 20 000 dólares para el nuevo edificio (equivalentes a 460 000 dólares de 2019). La ciudad compró un sitio en North Market Street. Levi Goodrich, esposo de Sarah Knox-Goodrich, diseñó el edificio de dos pisos, que medía 17,2 por 123 m. El Consejo Común (como se llamaba entonces al ayuntamiento) se reunió allí por primera vez el 16 de abril de 1855. Originalmente, el edificio tenía una fachada y un parapeto góticos. Alrededor de 1870, se reconstruyó con un exterior griego. El tribunal superior del condado de Santa Clara alquiló el segundo piso desde el 1 de septiembre de 1860, hasta que se construyó un nuevo palacio de justicia en St. James Square. El edificio fue destruido en el terremoto de San Francisco de 1906. La Compañía de Motores Torrent # 2 del Departamento de Bomberos de San José estuvo estacionada en este sitio desde 1869 hasta 1951, cuando se inauguró la Estación Central de Bomberos.

### Ayuntamiento de la Plaza Mayor

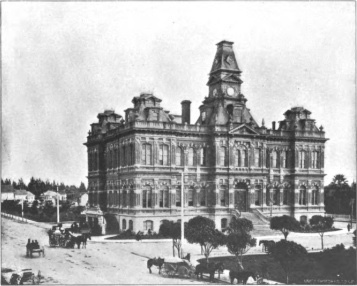
Ayuntamiento de San José alrededor de 1896

Después de que Chinatown en la Plaza Mayor se quemó hasta los cimientos en 1887, los votantes aprobaron la construcción de un nuevo edificio del ayuntamiento en el centro de la plaza. W. J. Wolcott supervisó la construcción, que costó 139 482 millones de dólares (equivalentes a 3,7 millones de dólares de 2019). En el apogeo del sentimiento antichino, el ayuntamiento prohibió el uso de mano de obra china, a pesar de que el edificio estaba ubicado frente a Market Street Chinatown. El ayuntamiento fue inaugurado por el alcalde Samuel Boring el 17 de abril de 1889.
El edificio de ladrillo y terracota fue diseñado por el arquitecto autodidacta de San José, Theodore Lenzen, basado en diseños alemanes, italianos y victorianos con detalles Segundo Imperio. El American Institute of Architects ha sido crítico con el diseño, que ha sido llamado "barroco bastardo" y comparado con una "casa de jengibre". La Biblioteca Pública de San José estaba ubicada en el segundo piso. La cárcel de la ciudad, con una entrada para autos y un tanque de borrachos, ocupaba el sótano.
El edificio sufrió graves daños en el terremoto de San Francisco de 1906.
En 1931, la ciudad encargó al planificador urbano Harland Bartholomew que diseñara un centro cívico City Beautiful dentro de St. James Park siguiendo el modelo del Centro Cívico de Daniel Burnham en San Francisco. Bartholomew presentó su plan el 6 de agosto de 1931, solicitando nuevos edificios administrativos de la ciudad y el condado, una oficina de correos, museos y un auditorio cívico. Sin embargo, la ciudad no logró recaudar los fondos necesarios, mientras que el condado, la oficina de correos y la biblioteca optaron por sus propios planes. St. James Park se hizo famoso internacionalmente por el linchamiento en 1933 de dos hombres acusados de secuestrar y asesinar a Brooke Hart. Los planes de Bartholomew para el parque fueron descartados, al igual que los planes posteriores del centro cívico en las décadas de 1940 y 1950.

### Ayuntamiento del Centro Cívico

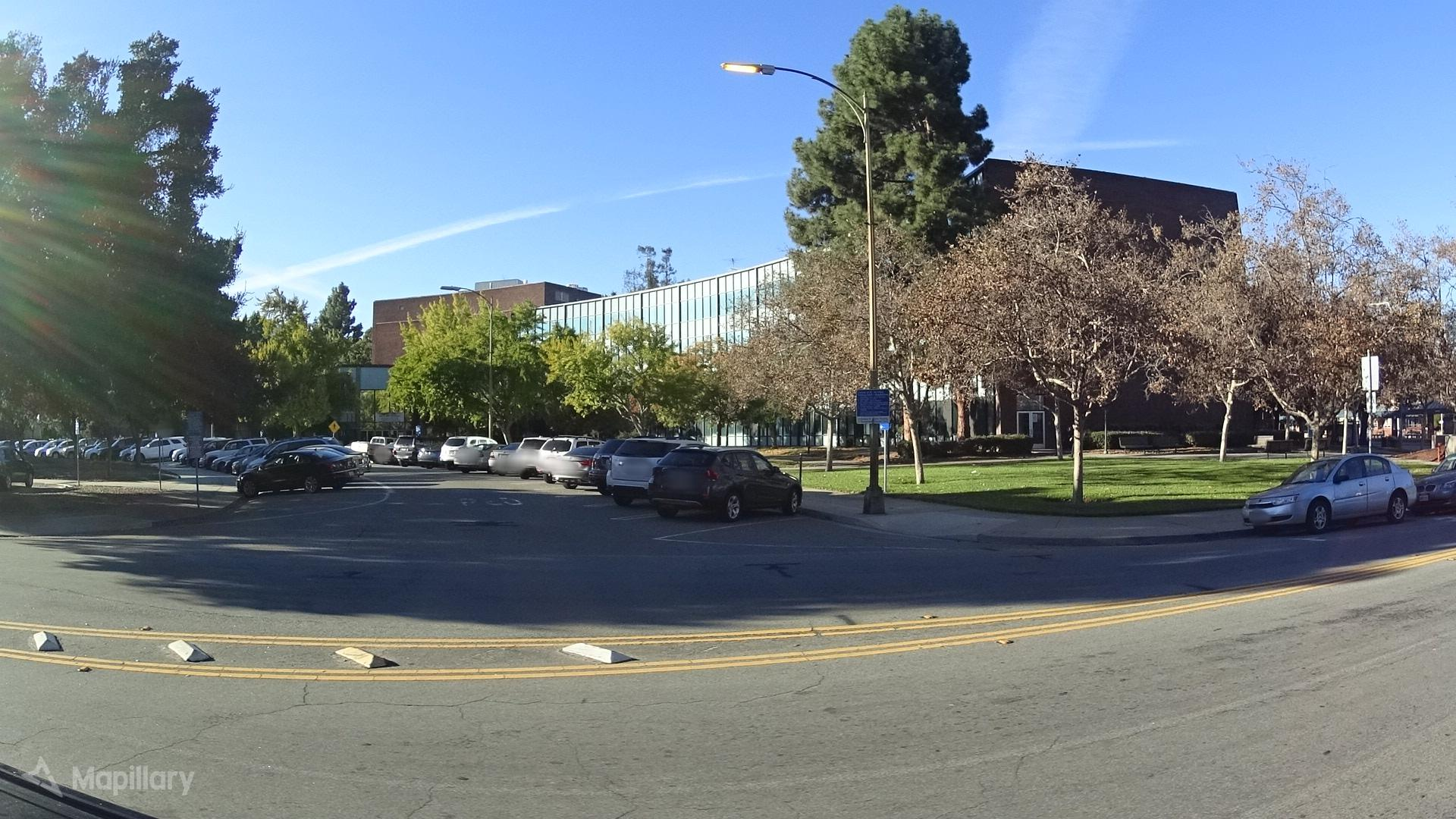
El antiguo Ayuntamiento en el Centro Cívico fotografiado en 2016, después de su venta al condado de Santa Clara

Durante el auge de la construcción de la posguerra, el administrador de la ciudad Dutch Hamann y la comunidad empresarial, liderada por el diario Mercury and News, intentaron cuatro veces convencer a los votantes para que aprobaran un nuevo ayuntamiento que mejoraría la imagen de San José como una ciudad importante, finalmente teniendo éxito en 1952. El nuevo ayuntamiento se ubicaría en 4,1 ha de tierra donada a cerca de 1 km norte del centro de la ciudad. Se ubicaría junto con las instalaciones federales, estatales y del condado en el Centro Cívico en las calles North First y Mission, cerca del sitio del pueblo original. Cerca de 2 millones de dólares en bonos (equivalentes a 15 millones de dólares de 2019) fue aprobado en 1955 para financiar el nuevo edificio. Donald Francis Haines diseñó un edificio curvo de cuatro pisos de altura con influencias de la arquitectura moderna y el estilo internacional. Fue uno de los miles de edificios modernos construidos en la ciudad entre 1950 y 1970.
La construcción comenzó en 1956. A medida que la ciudad crecía más que el antiguo edificio, el Departamento de Policía de San José se mudó a oficinas temporales. El nuevo edificio de 9800 m² y 122 m de altura se inauguró el 27 de marzo de 1958. Fue construido por Carl N. Swenson Company a un costo de poco más de 2,6 millones de dólares (equivalentes a 18 millones de dólares de 2019). Fue uno de los primeros edificios con muros cortina erigidos en la Costa Oeste durante el período moderno.
Trasladar a miles de empleados de la ciudad fuera del centro de la ciudad exacerbó el deterioro urbano que resultó en parte del agresivo programa de desarrollo suburbano de Hamann. A partir de 1956, los líderes de la ciudad intentaron revitalizar el núcleo urbano despejando los edificios más antiguos para su remodelación. A pesar de las súplicas del historiador Clyde Arbuckle, el ayuntamiento anterior en Plaza Park fue demolido en junio de 1958, una medida que ahora lamentan ampliamente los funcionarios de la ciudad. La piedra angular del edificio se colocó en el suelo a unos 45,7 m desde su ubicación original. Aunque el parque permaneció en el centro de Market Street, los bloques circundantes del centro permanecieron vacíos durante décadas.
Durante las siguientes décadas, la ciudad y el condado de Santa Clara continuaron desarrollando el complejo del Centro Cívico. En 1961, el condado abrió un edificio del Centro de Gobierno de siete pisos adyacente al Ayuntamiento, seguido por un ala este de diez pisos de color óxido en 1974 y la Cárcel Principal del condado en 1989. Seis pisos, un anexo de 650 m², diseñado por Norman "Bud" Curtis, se añadió al edificio del Ayuntamiento en la década de 1970. El edificio de 10 500 m² albergaba a 1.100 empleados de la ciudad.
En 1987, la estación Civic Center del tren ligero de la VTA abrió en North First Street adyacente al Ayuntamiento, proporcionando acceso ferroviario al centro de la ciudad.
El edificio ahora se considera sísmicamente defectuoso y está contaminado por asbesto. Renovarlo costaría 46 millones de dólares.

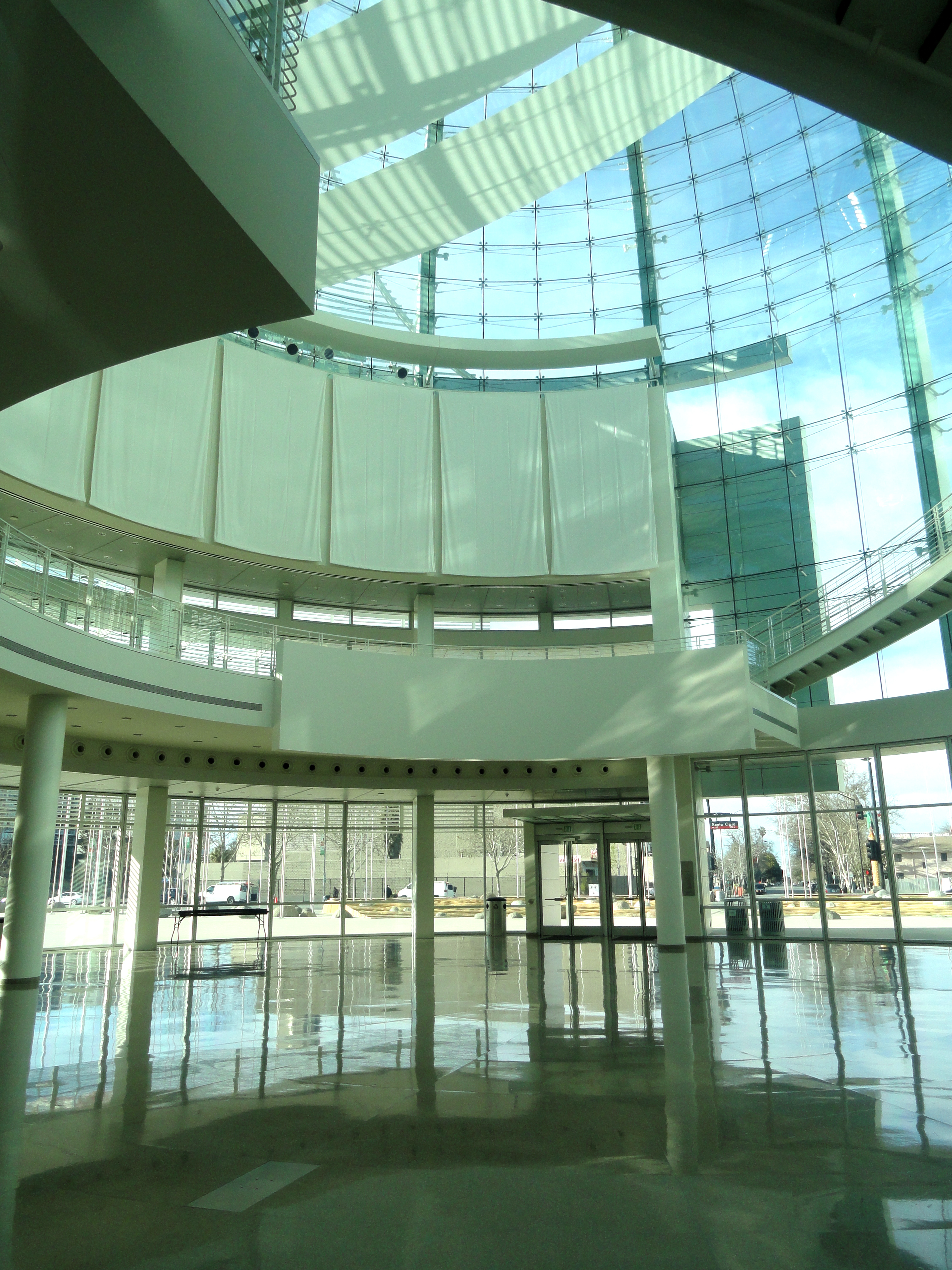
El interior de la rotonda

En la década de 1990, aprovechando el crecimiento del boom de las puntocom, la ciudad comenzó a planificar un regreso al centro. Un nuevo ayuntamiento reforzaría el programa de renovación urbana que finalmente había comenzado a convertir la vasta extensión de los estacionamientos del centro en un distrito comercial y de entretenimiento. También consolidaría las oficinas de la ciudad. La ciudad había gastado alrededor de 6 millones dólares anuales para alquilar espacio de oficinas en el centro de la ciudad, pero la ubicación del Ayuntamiento en Civic Center se había convertido en un gran inconveniente. Los empleados de la ciudad tenían que conducir varias millas entre reuniones, y el estacionamiento del Ayuntamiento en Mission Street solo podía acomodar al personal sénior.
El 5 de noviembre de 1996, los votantes aprobaron la Medida I en más del 60 % para autorizar la reubicación. En agosto de 1998, un estudio de diseño urbano realizado por Sasaki Associates recomendó un sitio a lo largo de la calle East Santa Clara, cerca de la Universidad Estatal de San José, con la intención de expandir el centro de la ciudad hacia el este. Más tarde ese año, Richard Meier fue seleccionado como arquitecto del nuevo edificio. Inicialmente, sugirió incorporar un lugar para la Sinfónica de San José para mantener el complejo vibrante durante los fines de semana. En 1999, el alcalde Ron Gonzales y el concejo municipal rechazaron todas las propuestas de la primera ronda de Meier, que pedían un bloque de oficinas de poca altura e insistían en una estructura más icónica que presentara una rotonda.
La construcción se estimó originalmente en 178 millones de dólares, y un presupuesto de 1998 asignó 214 millones de dólaresal proyecto (equivalentes a 319 millones de dólares de 2019). Sin embargo, el exalcalde Albert J. Ruffo demandó con éxito a la ciudad para evitar que utilizara fondos de la agencia de reurbanización para el proyecto. Una demanda de 2002 también intentó sin éxito evitar que la ciudad demoliera el edificio Fox-Markovits de 1894 para dar paso a uno de los dos estacionamientos previstos. Las demoras resultantes en la adquisición de tierras, combinadas con los cambios de diseño requeridos por los funcionarios de la ciudad, hicieron que el precio subiera a 343 millones de dólares en 2002 (equivalentes a 474 millones de dólares de 2019), incluso cuando la ciudad enfrentó un déficit presupuestario de más de 30 millones de dólares después del colapso de la burbuja de las puntocom. El sobrecosto llevó al ayuntamiento a explorar la posibilidad de alquilar la Sobrato Office Tower, que estaba en construcción y esperando a un inquilino. Sin embargo, el proyecto comenzó a construirse ese mismo año.

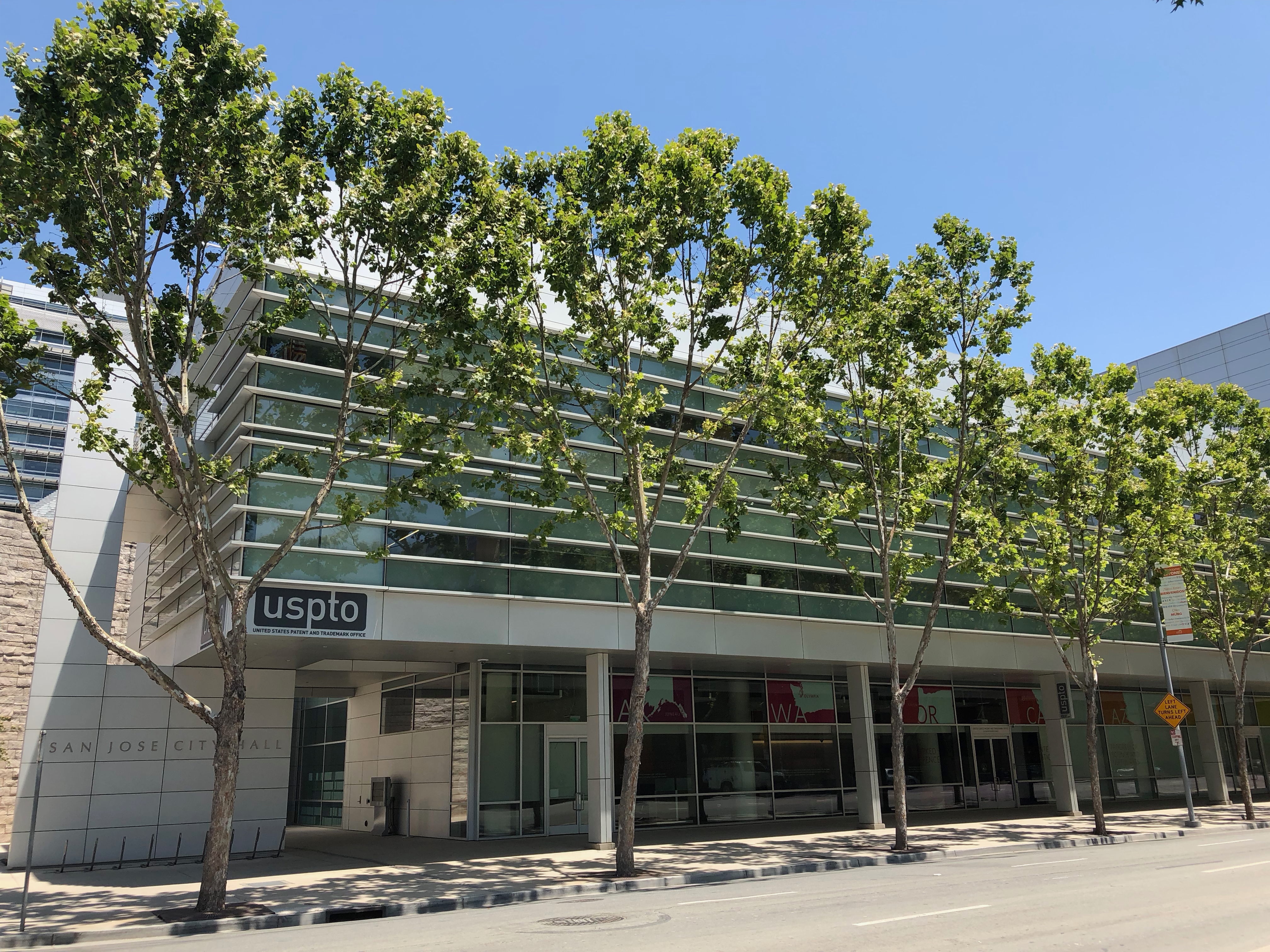
Oficina satélite de la USPTO

Los empleados comenzaron a mudarse al nuevo Ayuntamiento en agosto de 2005, dos años más tarde de lo planeado originalmente. El edificio se inauguró oficialmente el 15 de octubre de 2005. El proyecto finalmente costó 384 millones de dólares (equivalentes a 494 millones de dólares de 2019), posiblemente más que cualquier otro ayuntamiento del país, con la rotonda por sí sola costando 40 Sobrato Office Tower (equivalentes a 51,4 millones de dólares de 2019). Debido en parte a las controversias sobre su costo de construcción, el edificio fue inicialmente exento de la política del Ayuntamiento de 2001 de exigir que todos los edificios municipales de más de 930 m² para recibir la certificación LEED Silver o superior. Finalmente, recibió la certificación LEED Platinum for Existing Buildings en marzo de 2009, convirtiéndose en el primer ayuntamiento del país en recibir esta certificación. 
En 2011, la ciudad vendió el antiguo ayuntamiento del Centro Cívico al condado de Santa Clara por 10 millones de dólares para liquidar 62,9 millones de dólares en demandas del condado contra la ciudad por facturas impagas.
Starbucks planeaba abrir una cafetería en el complejo, pero se retiró en 2014 en medio de un debate sobre si la ciudad debería hacer cumplir las reglas de Salario decente en el lugar. En 2015, la Oficina de Marcas y Patentes de los Estados Unidos abrió un 3270 m² Oficina satélite de Silicon Valley en una parte del edificio del ala oeste del Ayuntamiento que hasta entonces había estado desocupada. La oficina incluye examinadores de patentes y jueces de la Junta de Apelaciones y Juicios de Patentes.

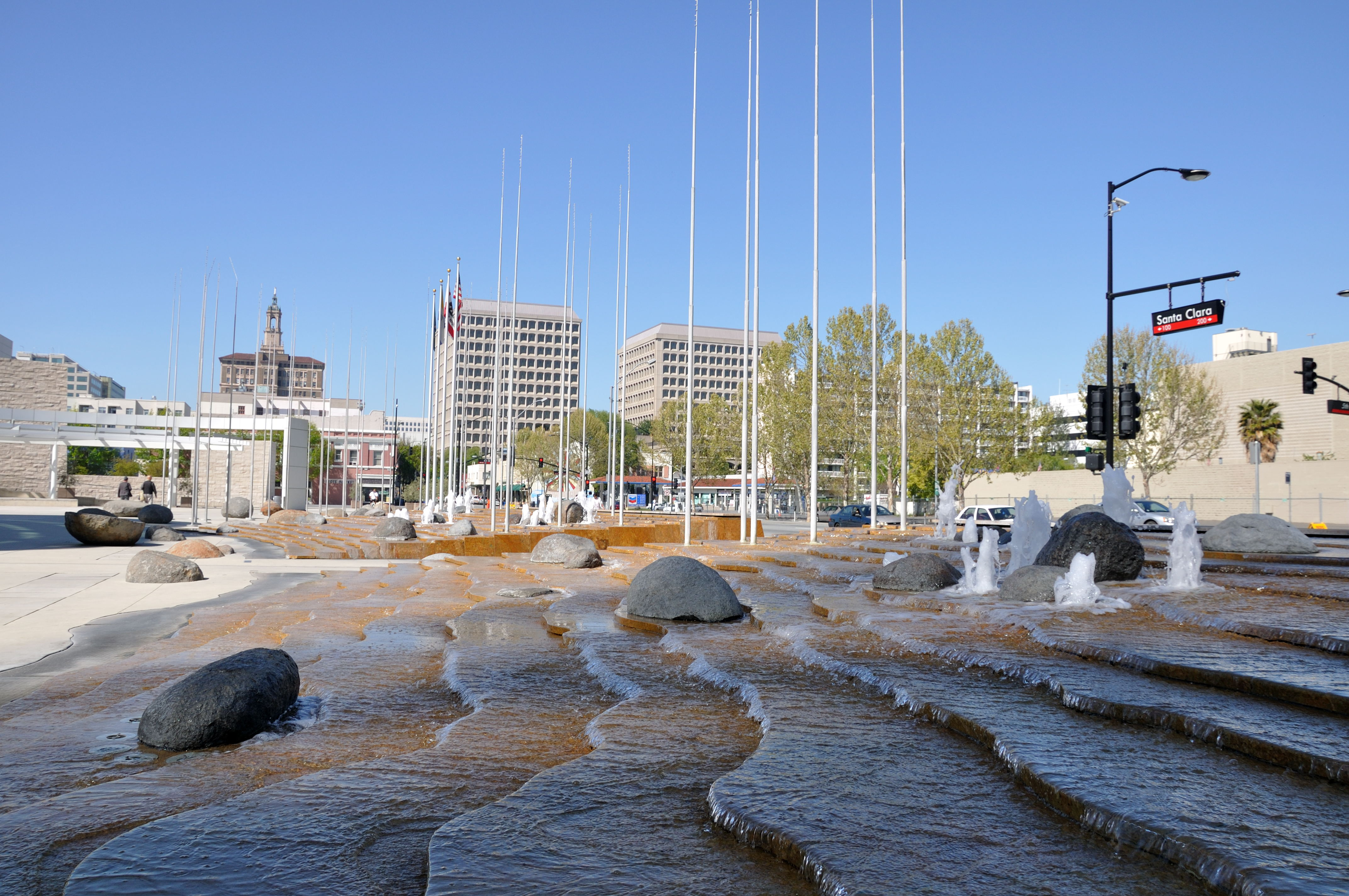
Waterscape, escultura de Anna Valentina Murch y Douglas Hollis

La plaza frontal que da a la calle East Santa Clara presenta Waterscape, una escultura de agua de 2005 de Anna Valentina Murch y Douglas Hollis. Consiste en una fuente en cascada hecha de losas de granito, cantos rodados que sirven como |asientos y postes de 6,1 m que rocían niebla sobre la plaza desde arriba para simular niebla y enfriar la plaza. Los cantos rodados también sirven como bolardos para proteger la plaza contra el ataque de un vehículo. El patio trasero al final de South 5th Street originalmente presentaba un bosque de bambú negro.
Una serie de 2005 de 16 instalaciones de arte de Andrew Leicester, titulada "Desfile de carrozas", adorna varias aceras en el vecindario que rodea al ayuntamiento. Cada carroza representa un elemento de la diversidad histórica y cultural de San José. El piso de la parada de tránsito rápido de autobuses del Ayuntamiento en dirección oeste presenta un collage que ilustra el proceso de solicitud de patente.
Una 2,7 m, 1814 kg de Cristóbal Colón se instaló en el vestíbulo de las instalaciones del Centro Cívico en 1958 para celebrar a la comunidad italoestadounidense local. En la década de 2000, la ciudad lo trasladó al vestíbulo del actual ayuntamiento. El 10 de marzo de 2018, la estatua fue retirada del ayuntamiento y reubicada en la Fundación Italian American Heritage tras una petición de los Boinas Marrones.

## Eventos

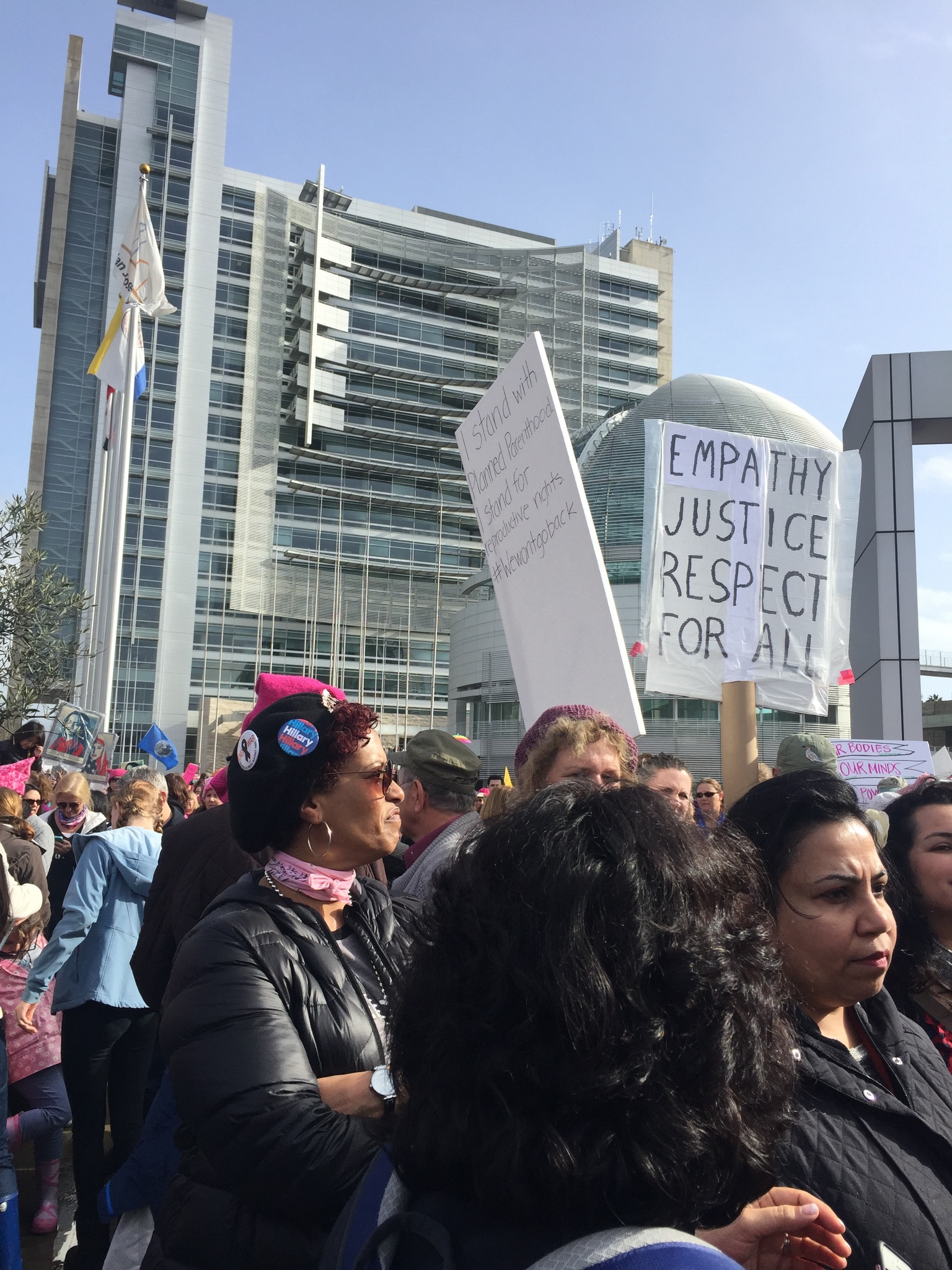
Marcha de las Mujeres de San José 2017

La plaza frontal que da a la calle East Santa Clara fue diseñada como una plaza pública. Atrae regularmente manifestaciones políticas. En 2007 y 2008, fue escenario de protestas y huelga de hambre de Lý Tống con respecto a la negativa inicial del ayuntamiento de nombrar el principal distrito comercial vietnamita de la ciudad, Little Saigon. Se han realizado versiones locales de manifestaciones nacionales en el Ayuntamiento, incluida una protesta por la reforma migratoria en 2006; Occupy San José en 2011; Not My Presidents Day, la Marcha de los impuestos, la Marcha por la ciencia y la Marcha de las Mujeres en 2017; Marcha por nuestras vidas en 2018; y las protestas por la muerte de George Floyd en 2020. El ayuntamiento anterior también atrajo manifestaciones políticas, incluidas marchas tras la muerte a tiros de la policía de John Henry Smith en 1971 y Bich Cau Thi Tran en 2003. La plaza también alberga vigilias, como una para las víctimas del tiroteo en el patio ferroviario de VTA de 2021.
Civic Plaza atrae relativamente poco tráfico peatonal, aparte de los eventos organizados, debido en parte al calor que se refleja en el Ayuntamiento y la falta de sombra. Sin embargo, las instalaciones de arte temporales ocasionalmente atraen a multitudes de las partes más concurridas del centro de la ciudad. Una instalación de light art titulada "Sonic Runway" se ubicó en la plaza delantera del 3 de noviembre de 2017 al 9 de marzo de 2018, como parte de la asociación Playa to the Paseo entre la ciudad y el proyecto Burning Man.
Se instaló un sistema de iluminación automatizado en la rotonda en junio de 2017, lo que permitió que la torre y la rotonda se iluminaran con colores para marcar ocasiones especiales.

## Fauna
La torre del Ayuntamiento es el hogar de un halcón peregrino llamado Clara, y su tiercel actual, llamado "Esteban Colbert" en honor a Stephen Colbert, de quien se decía que el alcalde Chuck Reed era un admirador. Los halcones originales, llamados José y Clara por la ciudad y el condado de Santa Clara, produjeron tres crías, llamadas Spirit, Hiko y Esperanza. En 2008, Clara y su entonces compañero Carlos tuvieron tres polluelos, Cielo y Meyye, ambas niñas, y Mercury, un niño.

## Vecindario

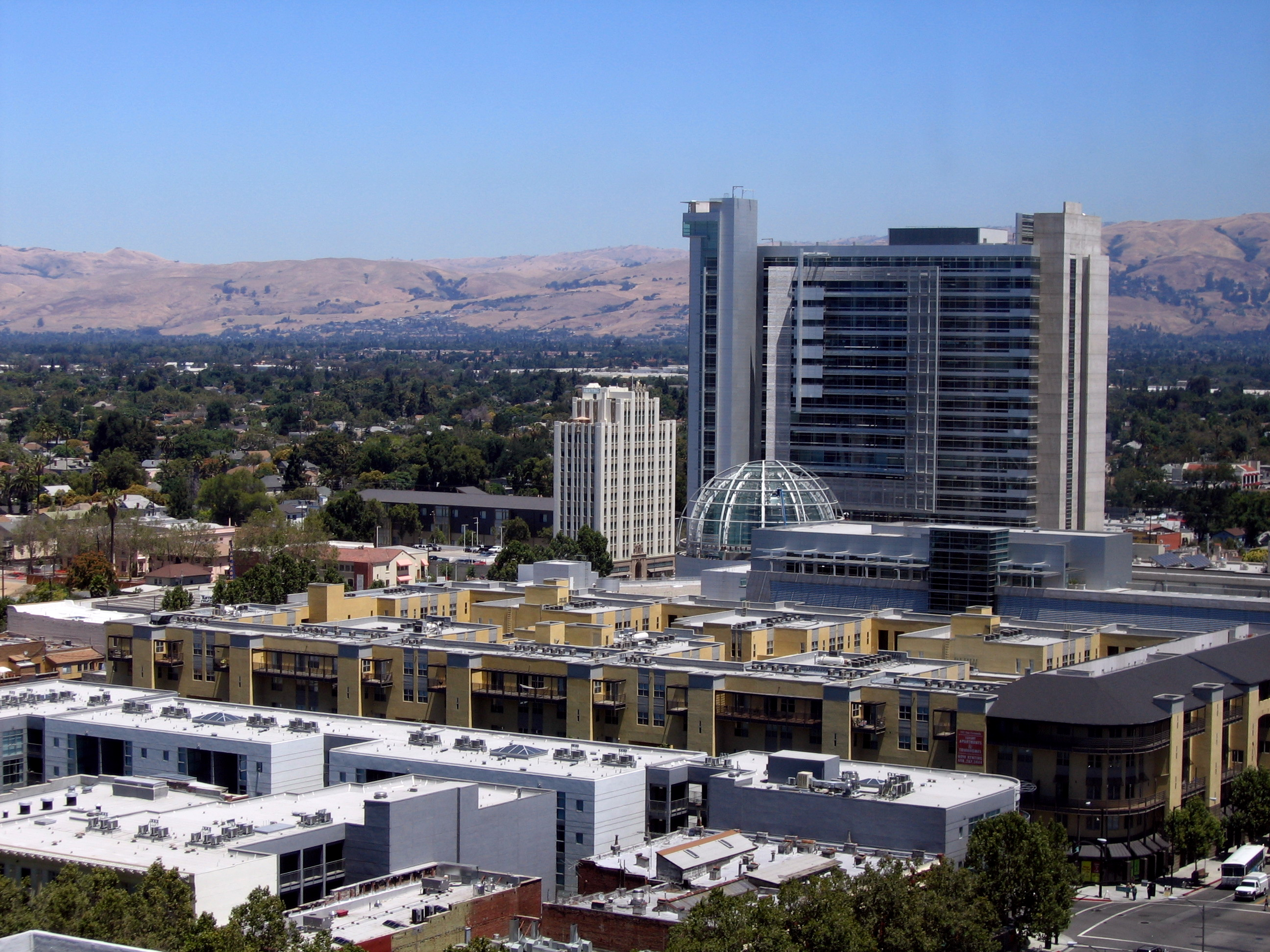
El barrio alrededor del Ayuntamiento

Civic Plaza está ubicado en el extremo este de la zona comercial del centro de San José. Limita con East Santa Clara Street al norte, South 4th Street al oeste, South 6th Street al este y un callejón sin salida de South 5th Street al sur. El Rotary Club de San José mantiene un centro de cumbres adyacente al Ayuntamiento. El campus principal de la Universidad Estatal de San José y la Biblioteca Dr. Martin Luther King Jr. están ubicados a una cuadra hacia el sur al otro lado de East San Fernando Street. Una tienda Lee's Sandwiches se encuentra al otro lado de South 6th Street, en el sitio donde comenzó la cadena en 1983. La Primera Iglesia Presbiteriana de San José está ubicada directamente al otro lado de la calle East Santa Clara, y la Protocatedral de San Patricio se encuentra a dos cuadras al este.

### Transporte
El complejo Civic Plaza incluye un estacionamiento subterráneo para los funcionarios de la ciudad, así como un estacionamiento público propiedad de la ciudad a una cuadra al norte. A diferencia del ayuntamiento del Centro Cívico, el ayuntamiento actual carece de acceso directo a las autopistas. La Santa Clara del tren ligero de la VTA está dos cuadras al oeste.
En 2000, los votantes del condado de Santa Clara aprobaron la Medida A para financiar un paquete de proyectos de transporte público, incluida una línea de tren ligero del centro / este del valle a lo largo de la calle East Santa Clara que se habría detenido en el Ayuntamiento. Sin embargo, los recortes presupuestarios posteriores obligaron a reducir el proyecto a una extensión de una línea de tren ligero existente que no sirve al Ayuntamiento. En su lugar, se construyó una línea de Autobús de tránsito rápido Alum Rock – Santa Clara a lo largo de la calle, con una parada del Ayuntamiento en 6th Street.
También se planeó una estación Civic Plaza/San José State University como parte de la extensión BART de Silicon Valley. Habría estado ubicado debajo de East Santa Clara Street entre las calles 4 y 7, con entradas a la estación en las cercanías del Ayuntamiento. En mayo de 2007, la estación propuesta se consolidó con la estación Plaza César Chávez en una sola estación Downtown San José entre las calles 2 y San Pedro, con el fin de reducir costos y conectarse más directamente a las líneas de tren ligero VTA.

## En cine y televisión
La rotonda del Ayuntamiento aparece en la película de Bollywood de 2009 Love Aaj Kal como la sede corporativa de la firma arquitectónica ficticia Golden Gate Engineering. También apareció en un episodio de agosto de 2013 de la serie de televisión de CBS Unforgettable como auditorio de Nueva York.